# Строфий
Строфий (др.-греч. Στρόφιος) — персонаж древнегреческой мифологии Фокеец, с Парнаса. Сын Криса (сына Фока). Его жена Анаксибия (либо Астиоха), дочь Атрея, их сын Пилад. Ему на воспитание был отдан Орест.
Действующее лицо трагедии Сенеки «Агамемнон».